# Busch-Hakenlilie
Die Busch-Hakenlilie (Crinum moorei) ist eine Pflanzenart aus der Gattung Hakenlilien (Crinum) in der Familie der Amaryllisgewächse (Amaryllidaceae).

## Beschreibung

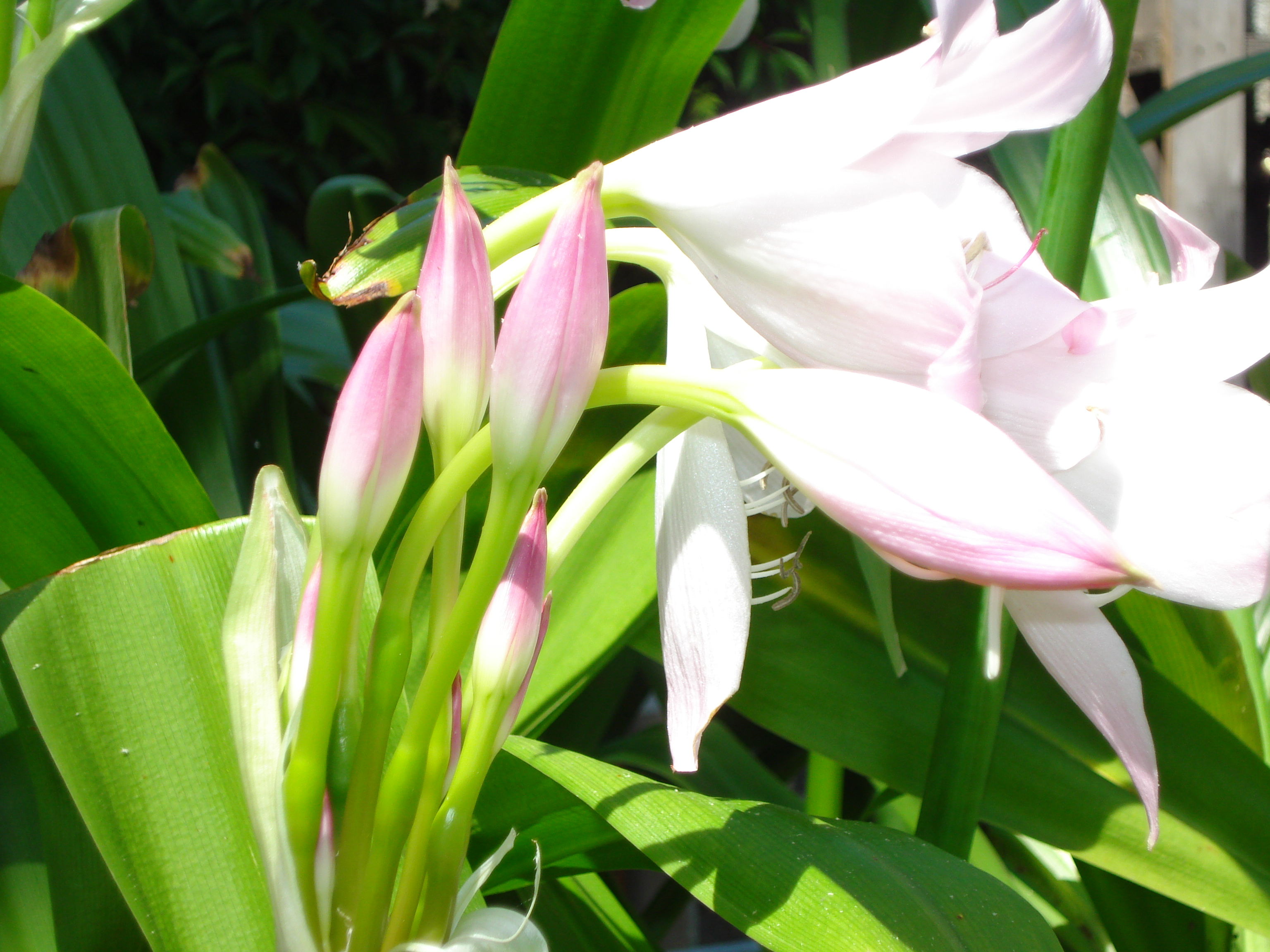
Blütenstand mit bis zu 15 gestielten Blüten

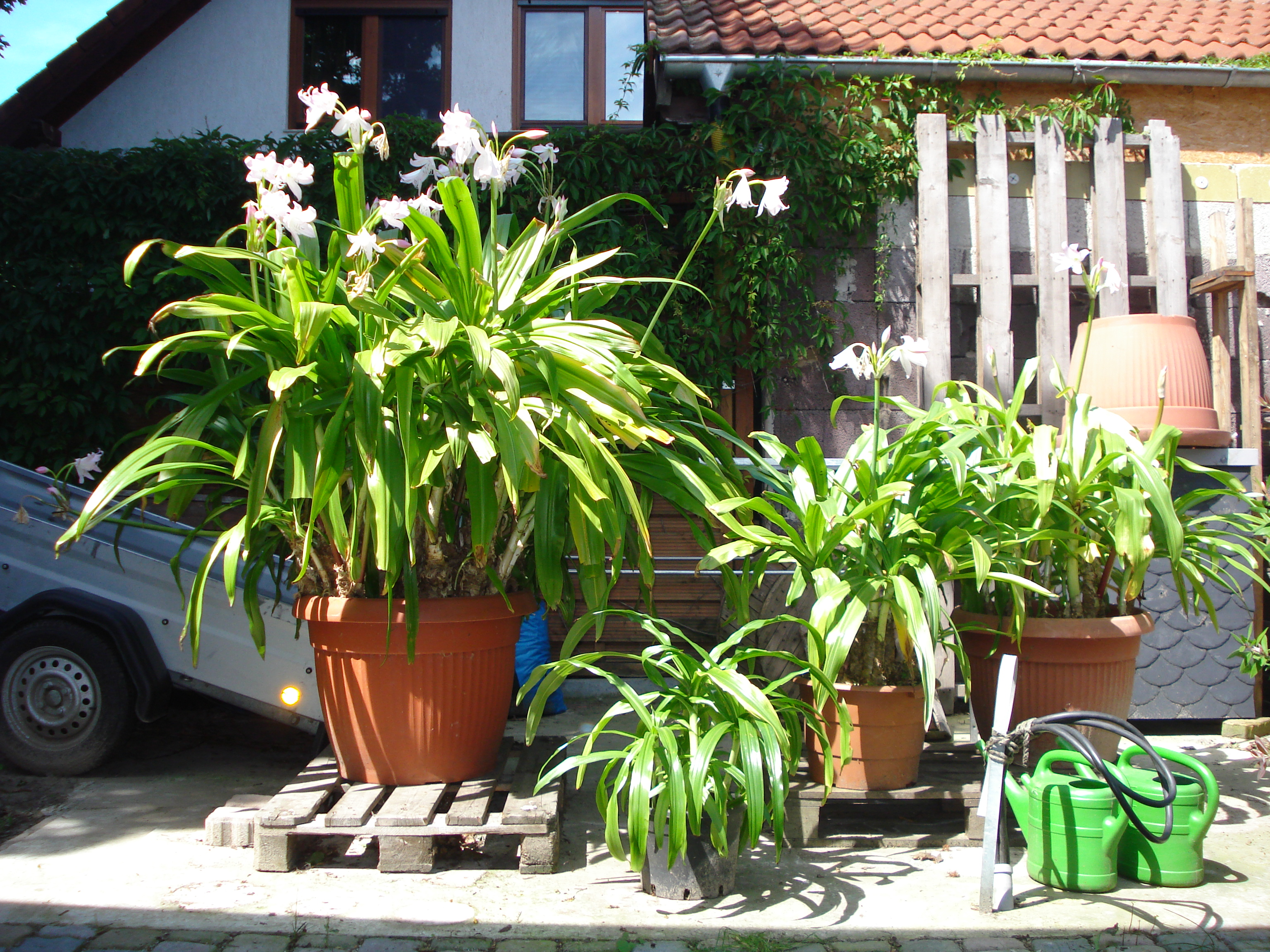
Kultivierte Pflanzenexemplare im Alter von 4 bis 25 Jahre

### Vegetative Merkmale
Die Busch-Hakenlilie ist eine immergrüne, ausdauernde krautige Pflanze, die Wuchshöhen von 45 bis 90 Zentimetern erreicht. Als Überdauerungsorgan bildet sie eine Zwiebel, die einen Durchmesser von 15 bis 20 Zentimetern hat. Die einfachen, flachen, grünen, ganzrandigen Laubblätter sind 65 bis 150 Zentimeter lang sowie 6 bis 10 Zentimeter breit, am Rand oft wellig und haben eine verdickte Mittellinie.

### Generative Merkmale
Die Blütezeit reicht von Juli bis August. In einem doldigen Blütenstand stehen 5 bis 10 Blüten zusammen. Die Blütenstiele sind 1 bis 8 Zentimeter lang. Die duftenden, zwittrigen Blüten sind dreizählig. Die Perigonröhre ist 8 bis 10 Zentimeter lang, weit, gekrümmt und weiß, grün oder rot getönt. Die freien Bereiche der sechs ausgebreiteten Blütenhüllblätter sind 8 bis 10 Zentimeter lang sowie 2 bis 4 Zentimeter und sind weiß (Sorte ‘Album’) bis tief rosa (Sorte ‘Roseum’) gefärbt.
Die Chromosomenzahl beträgt 2n = 20-22.

## Vorkommen
Crinum moorei kommt in Südafrika nur im Ostkap sowie in KwaZulu-Natal vor. Sie gedeiht in Fluss- und Bachufer-Sümpfen.

## Systematik
Die Erstbeschreibung von Crinum moorei erfolgte 1874 durch Joseph Dalton Hooker in Botanical Magazine, Tafel 6113. Das Artepitheton moorei ehrt den britischen Botaniker David Moore (1808–1879).
Crinum moorei bildet mit Amaryllis belladonna die Hybride ×Amacrinum memoria-corsii (Ragion) H.E.Moore.

## Nutzung
Die Busch-Hakenlilie wird selten als Zierpflanze genutzt. Sie ist seit spätestens 1874 in Kultur.